# Acta Crystallographica
Acta Crystallographica, meestal afgekort tot  Acta Cryst, is een groep van wetenschappelijke tijdschriften met peerreview, die worden uitgegeven door de International Union of Crystallography. Het tijdschrift publiceert onderzoek uit de kristallografie. Het eerste tijdschrift werd in 1948 uitgegeven, maar later werden afsplitsingen gepubliceerd. Tot de groep behoren zes tijdschriften:
- Acta Crystallographica Section A: Foundations and Advances[1]
- Acta Crystallographica Section B: Structural Science, Crystal Engineering and Materials,[2] ingesteld in 1967
- Acta Crystallographica Section C: Structural Chemistry,[3] ingesteld in 1983
- Acta Crystallographica Section D: Biological Crystallography, ingesteld in 1993
- Acta Crystallographica Section E: Crystallographic Communications,[4] ingesteld in 2001
- Acta Crystallographica Section F: Structural Biology and Crystallization Communications, ingesteld in 2005

De impactfactor van section A bedroeg 54,333 in 2010.